# 南塔河
南塔河（Nam Tha），是寮國西北部的一條河流，為該國境內12條湄公河主要支流之一。河名衍生出當地鎮名琅南塔及省名琅南塔省。河名南塔（寮語：ນໍ້າທາ，拉丁拼寫：Nam Tha）之意為「綠色河流」，源自河水顏色。
21°13′00″N 101°31′59″E / 21.21667°N 101.53306°E